# William Makepeace Thackeray
William Makepeace Thackeray (Calcutta, 18 luglio 1811 – Londra, 24 dicembre 1863) è stato uno scrittore britannico dell'età vittoriana, noto soprattutto per le sue opere satiriche, in particolare La fiera delle vanità, che delinea i tratti della società del Regno Unito.
È pure noto per essere l'autore del romanzo Le memorie di Barry Lyndon, da cui è stato tratto il pluripremiato film Barry Lyndon di Stanley Kubrick.

## Biografia
Thackeray nacque in India dove suo padre, Richmond Thackeray, lavorava come segretario per la Compagnia Inglese delle Indie Orientali. Sua madre, Anne Becher, era stata mandata in India nel 1809 dopo che le era stata comunicata la morte di colui che amava, Henry Carmichael-Smyth, un ufficiale dell'esercito. Ciò non era vero, ma la sua famiglia voleva per lei un legame migliore che con Carmichael-Smyth. Il 13 ottobre 1810 sposò in India Richmond Thackeray, ma due anni dopo fu casualmente svelata la verità riguardo alla sorte del suo precedente amante, quando l'inconsapevole Richmond Thackeray invitò a cena un giovane ufficiale dell'esercito che si rivelò essere proprio quel Carmichael-Smyth che era stato creduto morto.
Richmond Thackeray morì il 13 settembre 1815 e Henry Carmichael-Smyth sposò finalmente Anne nel 1818; con lei tornò in Inghilterra poco dopo.
William era già da qualche anno in Inghilterra, dove era stato mandato molto giovane, all'età di soli cinque anni dopo una breve sosta nell'isola di Sant'Elena, che gli diede modo di conoscere Napoleone, lì esiliato.
Frequentò la scuola a Southampton, a Chiswick e poi la "Charterhouse School" di Londra. Fu in questo periodo che Thackeray, sebbene non fosse un cattivo studente, sviluppò la sua avversione nei confronti delle troppo rigide e antiquate istituzioni scolastiche.
In seguito studiò al Trinity College di Cambridge ma interruppe la carriera accademica nel 1830 durante il suo secondo anno.
Viaggiò per qualche tempo sul continente visitando Parigi e Weimar, dove incontrò Goethe. Quindi ritornò in Inghilterra, dove iniziò a studiare giurisprudenza al Middle Temple di Londra. Ricevuta, ventunenne, una cospicua eredità, Thackeray dissipò il denaro ricevuto in poco redditizi investimenti all'estero, in scommesse e nella fondazione di The National Standard e di The Constitutional, due giornali che ben presto furono costretti a chiudere. Inoltre buona parte della sua fortuna andò perduta nel crollo di due banche indiane.
I suoi studi successivi, durante un nuovo soggiorno a Parigi, si rivolsero all'arte, nella quale però non dimostrò grandi abilità, se si eccettuano alcune caricature che rispecchiavano in qualche misura la produzione letteraria satirica che tanto gli stava a cuore. In quel periodo si innamorò di Isabella Gethin Shawe, che sposò il 20 agosto 1836 e da cui ebbe tre figlie: Jane, che morì bambina, Harriet e Anne, che sarebbe successivamente entrata nel panorama letterario inglese con il nom de plume di "Lady Ritchie".
Nel 1837 la famiglia tornò in Inghilterra, dove Thackeray intraprese la carriera giornalistica lavorando per la rivista Fraser's Magazine for Town and Country, per la quale pubblicò critiche d'arte, alcune opere brevi e due grandi lavori di narrativa, Catherine e Le memorie di Barry Lyndon. Intorno al 1840 ebbe un discreto successo con due libri di viaggi, The Paris Sketchbook e The Irish Sketchbook e più tardi, assieme all'illustratore John Leech, iniziò a scrivere per una nuova rivista satirica, Punch, per la quale pubblicò i The Snob Papers, più tardi ripubblicati nel The Book of Snobs (Il libro degli snob). Quest'opera rese popolare la parola "snob", usata ancora oggi.
Nel 1840 Isabella cominciò a soffrire di una malattia mentale che la condizionò per tutto il resto della vita, tanto che tentò almeno una volta il suicidio. Thackeray doveva gestire la difficile relazione con la moglie e tener testa alle ristrettezze economiche della famiglia, e queste sue condizioni influenzarono molti dei suoi scritti. Anche se era sentimentalmente legato ad altre donne, Thackeray non riuscì mai a lasciare Isabella, che seguì per tutta la vita.
In questo periodo le sue condizioni economiche migliorarono e l'autore poté concentrarsi sulla stesura di romanzi più lunghi che costituiscono oggi le sue opere più note. Nel 1851 smise di lavorare per Punch, a causa di divergenze con gli editori.
Nel 1847 uscì a puntate Vanity Fair (La fiera delle vanità), che lo rese ancora più celebre, addirittura prima che il romanzo fosse completato.
Negli anni successivi, nonostante alcuni malori, continuò a pubblicare romanzi come Pendennis, The Newcomes e The History of Henry Esmond.
Visitò gli Stati Uniti due volte, nel 1852 e nel 1855, tenendovi delle conferenze, conoscendo i presidenti Millard Fillmore e Franklin Pierce e innamorandosi di una giovane ragazza americana, Sally Baxter.
Thackeray tenne a Londra alcune lezioni universitarie sugli scrittori umoristici inglesi del diciottesimo secolo e sui primi quattro monarchi del casato degli Hannover. Quest'ultima serie di lezioni fu pubblicata in forma di libro con il titolo The Four Georges.
Nel 1860 divenne editore di una nuova rivista, Cornhill Magazine, ma non si sentì mai a suo agio come editore, preferendo contribuirvi come opinionista.
Morì di infarto nel 1863 e fu sepolto al Kensal Green Cemetery. Al suo funerale parteciparono circa settemila persone. Nell'abbazia di Westminster si trova un busto in marmo che lo raffigura, opera di Carlo Marochetti.

## Opera
Thackeray iniziò come scrittore satirico e di parodie, con una segreta predilezione per i furfanti arricchiti come Becky Sharp in La fiera delle vanità, Barry Lyndon in Le memorie di Barry Lyndon, e Catherine in Catherine.  Nei suoi primi lavori, scritti sotto vari pseudonimi (come Charles James Yellowplush, Michael Angelo Titmarsh e George Savage Fitz-Boodle) tendeva alla ferocia nei suoi attacchi all'alta società, al valor militare, all'istituto del matrimonio e all'ipocrisia.
Uno dei suoi primissimi lavori fu "Timbuctoo", una poesia satirica scritta per un concorso poetico a Cambridge, vinto da Alfred Tennyson nel 1829, ma la sua carriera di scrittore ebbe veramente inizio con una serie di ritratti satirici solitamente conosciuti come The Yellowplush Papers, apparsi nel periodico Fraser a partire dal 1837.
Ne Le memorie di Barry Lyndon, un romanzo pubblicato a puntate nel 1844 sulla rivista Fraser's, Thackeray esplorava la situazione di un reietto che tenta di scalare la piramide sociale, un tema che l'autore svilupperà con maggior successo ne La fiera delle vanità, precisamente nel personaggio di Becky Sharp, la figlia dell'artista che dai gradini più bassi della società riesce ad arrivare quasi alla cima manipolando gli altri personaggi.
Tra il maggio 1839 ed il febbraio 1840 Fraser's pubblicò l'opera da alcuni ritenuta la prima di Thackeray Catherine, intesa in origine come una satira della crime fiction della scuola di Newgate ma che finì per meritare la qualifica di racconto comico picaresco.

### Titoli
- Le Memorie del Signor C.J. Yellowplush (1837)
- Catherine (Catherine) (1839)
- The Paris Sketchbook (The Paris Sketchbook) (1840)
- The Irish Sketchbook (The Irish Sketchbook) (1843)
- Le memorie di Barry Lyndon (The Memoirs of Barry Lyndon) (1844)
- The Book of Snobs (The Book of Snobs) (1846-47) - Il libro degli snob (Ugo Mursia Editore) (1992)
- La fiera delle vanità (Vanity Fair) (1846-48)
- Pendennis (Pendennis) (1850)
- La Storia di Henry Esmond (The History of Henry Esmond) (1852)
- Gli Scrittori Umoristi Inglesi del Diciottesimo Secolo (The English Humorists of the Eighteenth Century)) (1852-53)
- I Nuovi Venuti (The Newcomes)  (1854)
- La Rosa e l'Anello (The Rose and the Ring)  (1855)
- The Four Georges (The Four Georges) (1855-56)
- I Virginiani (The Virginians) (1857-59)

## Edizioni italiane

### La fiera delle vanità
- La fiera della vanità. Romanzo senza eroe, traduzione di Assunta Kerbaker, prefazione di M. Kerbaker, Milano, Treves, 1911. ; Sonzogno, Milano, 1941.
- La fiera della vanità (2 voll.), traduzione di Fluffy Mella Mazzucato, Milano, Istituto Editoriale Italiano, 1947.
- La fiera delle vanità. Romanzo senza eroe, traduzione di Anna Banti, prefazione e note di Henry Furst, Milano, Longanesi, 1948. ; Armando Curcio Editore, 1978; Introduzione di Riccardo Reim, Newton Compton, Roma, 2004, ISBN 9788854102767
- La fiera delle vanità (2 voll.), Introduzione e trad. a cura di Augusta Grosso Guidetti, Collana I Grandi Scrittori Stranieri nn.138-139, Torino, UTET, 1950.
- La fiera della vanità. Romanzo senza protagonista (2 voll.), traduzione di Bruno Tasso, BUR, Milano, Rizzoli, 1954.
- La fiera della vanità. Romanzo senza eroe, Prefazione di Mario Praz, trad. Jole Pinna Pintor, Collana i millenni, Torino, Einaudi, 1967.
- La fiera della vanità. Un romanzo senza eroe, traduzione di e note di M. Machin, Introduzione di Luigi Giovannini, Roma, Edizioni Paoline, 1970.
- La fiera della vanità (2 voll.), Introduzione di S. Sabbadini, trad. R. Mainardi, Collana I Grandi Libri, Milano, Garzanti, 1980.
- La fiera delle vanità , trad. it. M. Ricci Miglietta, Milano, Frassinelli, 1996
- La Fiera della Vanità, Introduzione di Carlo Pagetti, Collana La Biblioteca di Repubblica.Ottocento, Roma, Gruppo Espresso-La Repubblica, 2004.
- La fiera delle vanità, con un saggio di Anthony Trollope, trad. M. Ricci Miglietta, Collana Oscar Classici n.638, Milano, Mondadori, 2009, ISBN 978-88-04-59226-6.

### Pendennis
- Pendennis, collana Collana "I classici", traduzione di Olivia Crosio, Milano, Frassinelli, 2004,  pp. 1011, ISBN 9788876848063.

### Le memorie di Barry Lyndon
- William Makepeace Thackeray, Le memorie di Barry Lyndon, traduzione di Mario Fanoli, collana "I maestri" n. 4, Allegranza, Milano, 1946,  p. 471.
- William Makepeace Thackeray, Romanzi brevi, traduzione di Aldo Valori, collana "I grandi maestri" n. 28, Casini, Roma, 1956,  p. 661.
- William Makepeace Thackeray, Le memorie di Barry Lyndon, traduzione di Mario Fanoli, collana "I Garzanti" n. 630, Garzanti, Milano, 1976,  p. 349.
- William Makepeace Thackeray, Le memorie di Barry Lyndon, traduzione di Bruno Oddera, collana "Oscar" L 223, Arnoldo Mondadori Editore, Milano, 1976,  p. 341.
- William Makepeace Thackeray, Le memorie di Barry Lindon scritte da lui stesso, traduzione di Aldo Valori, collana "Capolavori della narrativa", introduzione di Claudio Gorlier, Istituto Geografico De Agostini, Novara, 1983,  p. 318.
- William Makepeace Thackeray, Le memorie di Barry Lyndon, traduzione di Tommaso Giartosio, collana "Le porte" n. 16, Fazi Editore, Roma, 1996,  p. 334, ISBN 88-8112-016-X.
- William Makepeace Thackeray, Le memorie di Barry Lyndon, traduzione di Tommaso Giartosio, collana "I classici del romanzo storico", Fabbri, Milano, 2002,  p. 432.
- William Makepeace Thackeray, Le memorie di Barry Lyndon, traduzione di Tommaso Giartosio, collana "Tascabili" n. 33, Fazi Editore, Roma, 2003,  p. 379, ISBN 978-88-8112-799-3.
- William Makepeace Thackeray, Barry Lyndon, traduzione di Maria Grazia Bianchi Oddera, collana "Biblioteca Economica Newton" n. 172, introduzione di Riccardo Reim, Newton Compton, Roma, 2006,  p. 334, ISBN 88-541-0533-3.
- William Makepeace Thackeray, Barry Lyndon, traduzione di Aldo Valori, collana "I grandi romanzi" n. 48, introduzione di Andrew Sanders, BUR, Milano, 2008,  p. 367, ISBN 978-88-17-02501-0.
- William Makepeace Thackeray, Le memorie di Barry Lyndon, traduzione di Tommaso Giartosio, collana "Tascabili" n. 121, Fazi Editore, Roma, 2009,  p. 379, ISBN 978-88-8112-991-1.

### La storia di Henry Esmond
- W. M. Thackeray, La storia di Henry Esmond, traduzione di Marinella Magrì, collana "Le strade", Roma, Fazi Editore, 2018,  pp. 616, ISBN 9788893254373.